# 梨木樹邨買兇斬傷繼子案
梨木樹邨買兇斬傷繼子案是2005年在香港發生的一宗傷人事件，20歲繼母孔敏儀因為不滿丈夫在她產後冷落了她而不喜歡7歲繼子岑浩賢，所以買兇斬傷繼子。2005年8月25日，繼子在梨木樹邨回家的路上，被繼母買兇指使的2名16歲刀手襲擊，導致右手腳被斬了6刀重傷。經警方調查後，先後拘捕及起訴包括繼母在內的6名涉案人士，分別控以蓄意傷害、普通襲擊及普通傷害罪名；其中2名被告以污點證人身份指控其餘被告。2006年11月至12月，香港高等法院裁定6名被告罪名成立，判處2至18年有期徒刑。由於案中受害者年幼，因此引起傳媒的廣泛報導，並在香港社會造成極大轟動。

## 背景
1998年，岑偉成與其首任妻子誕下岑浩賢（暱稱「賢仔」），惟1年多後二人便離婚，於是岑浩賢便交由居住在梨木樹邨5座22樓一單位的祖母照顧，兩祖孫關係良好。2002年，岑偉成在旺角中心的元綠壽司擔任副店長時結識了孔敏儀，二人成為情侶。至2004年，孔敏儀意外懷孕，同時更發現自己染上了性病，不過岑偉成許下承諾：「若你把孩子生下來，我便將岑浩賢交還前妻」，她遂決定嫁給岑偉成，並在2005年2月誕下岑浩賢的同父異母弟弟，弟弟其後因她需要上班而被交予祖母照顧。產後，岑偉成不但沒兌現承諾，還對她非常差，導致她情緒抑鬱、性情大變，她遂將怨恨遷怒到繼子岑浩賢身上，例如動輒便疾言厲色地責罵岑浩賢，又不斷要求他要盡快回去讓其生母照顧；而他是個活潑淘氣的小孩，不時會與孔敏儀頂嘴，又與弟弟嬉戲得過火，令孔敏儀深信弟弟被他欺負，非常生氣，導致繼母子關係極不融洽。

## 案發經過
2005年6月，孔敏儀開始經常致電其前男友曾可威傾訴婚後的種種煩惱，覺得是岑浩賢令其親生兒子沒人照顧，故想要以5,500元讓曾可威幫忙「教訓」岑浩賢。7月6日，曾可威著其朋友羅嘉豪在7月8日毆打岑浩賢，事成後可獲得數百元酬勞，因此羅嘉豪和曾可威在當天早上7時到梨木樹邨5座附近等待岑浩賢兩祖孫下樓上學。同一時間，孔敏儀藉詞從乙明邨到5座寓所拿東西給岑偉成，順道照顧岑浩賢弟弟，讓祖母只需要帶岑浩賢上學，兩祖孫在7時35分剛步出大廈就立即遭曾可威和羅嘉豪攔下，羅嘉豪將岑浩賢推倒並腳踢其背部，而祖母則向途人呼救，二人隨即逃去無蹤，祖母其後報警。由於岑浩賢在是次襲擊中只受了輕傷，故曾可威在拿到报酬後稱打得不夠狠而拒絕支付羅嘉豪的數百元酬勞。

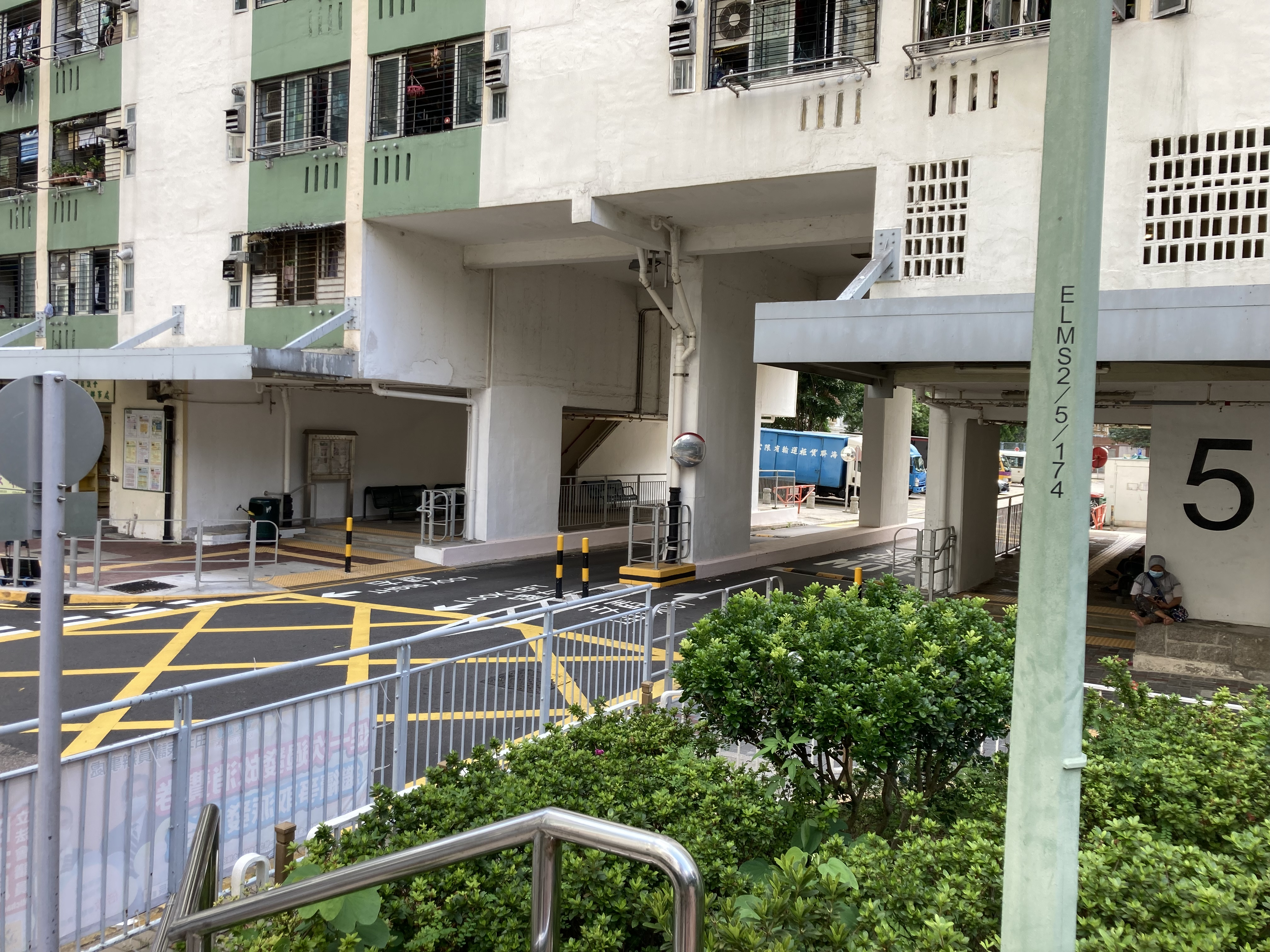
岑浩賢遇襲地點

及後，孔敏儀認為毆打岑浩賢仍未足夠，故提出要以36,000元讓曾可威斬斷岑浩賢的右手，務求令岑浩賢殘廢。至8月21日，曾可威以10,000元酬勞邀請羅嘉豪去斬斷岑浩賢的手，由於羅嘉豪急需金錢，故此答應。然後，曾可威以4,000元靠楊勝光找了接送羅嘉豪往返梨木樹邨的計程車司機伍德榮，並找朋友陪羅嘉豪買2把菜刀作兇器（有1把是分給陳展航的），他又教導羅嘉豪斬人技巧及要點，同時亦著羅嘉豪多找名同伙行兇，於是羅嘉豪再以1,000元酬勞找來他在博愛醫院陳楷紀念中學的同班同學陳展航負責威嚇祖母，好讓行動不會被阻挠。
8月25日早上，孔敏儀先以探望岑浩賢弟弟作藉口，讓祖母當天不用照顧弟弟。下午2時許，羅嘉豪穿著整套行兇服裝到樂富廣場麥當勞外登上由曾可威安排之伍德榮的計程車，計程車之後到橫頭磡邨宏頌樓接載陳展航，然後便抵達梨木樹邨，羅嘉豪和陳展航下車到5座附近繞了數圈視察環境，再由計程車載到禾塘咀街一麵店吃東西，期間3人商量逃跑路線。至5時許，他接獲曾可威通知指岑浩賢即將補習完畢，需盡快趕到現場，他們遂乘計程車到5座附近的垃圾站守候。5時45分，羅嘉豪和陳展航看見岑浩賢和祖母從耆康會荃葵青服務中心步出，朝5座方向橫過馬路時，他們持刀衝前，陳展航先舉刀指嚇祖母，而羅嘉豪就將岑浩賢推倒、按在地上，用手上的菜刀連揮6刀，大力斬向其右手臂4下和右大腿2下。逞兇後，他們將菜刀丟下，並奔往數百米外的可風中學逃走，在該處登上計程車成功逃去。岑浩賢在被斬後，數名邨民及祖母把倒卧在血泊的他抬進5座電梯大堂，在場的區議員黃家華為他簡單包紮急救，防止失血過多，警員及救護員接報到場，將他送至仁濟醫院救治。經醫生檢查發現臂骨、腕骨、手腕的肌肉、皮下神經、血管及肌腱等全都被深度斬傷至見骨及斷裂。
另一邊廂，羅嘉豪和陳展航登上計程車逃去後，羅嘉豪著伍德榮把他們載往沙田中央公園，於6時40分他們到達公園公廁處理行兇時的衣物及清洗身上的血迹，最後便各散東西。羅嘉豪之後到新城市廣場提取孔敏儀存進戶口的36,000元酬勞，並於晚上11時19分經羅湖口岸到深圳與事前已去內地的曾可威會合。

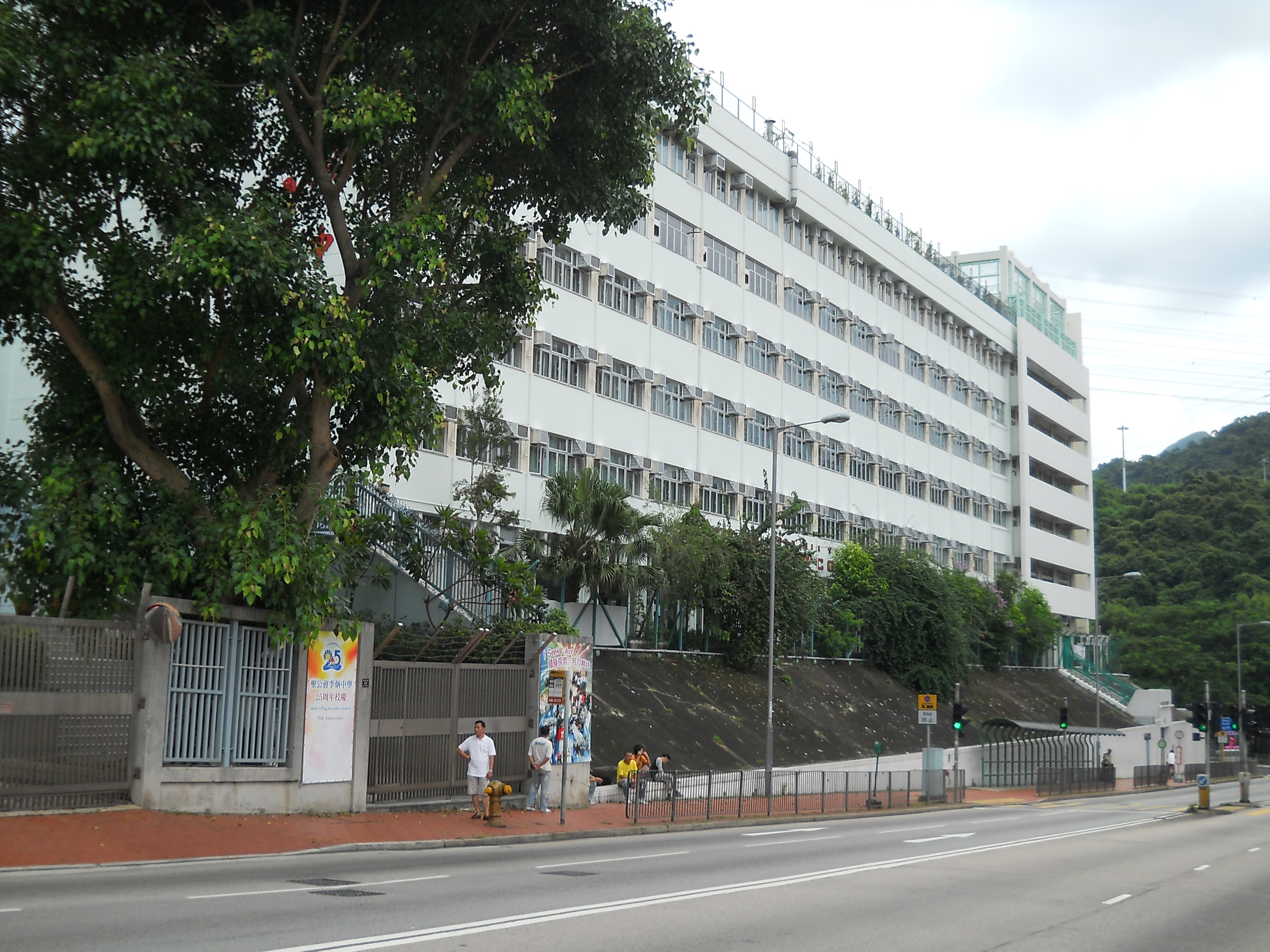
羅嘉豪和陳展航斬傷岑浩賢後逃跑至可風中學外，登上伍德榮駕駛接應的計程車離開現場

### 調查及拘捕
案發後，警方很快將調查方向鎖定至家庭問題，故多次要求岑浩賢的父親、生母和繼母孔敏儀等人協助調查，並在錄口供時詢問岑家的生活瑣事。不久便察覺孔敏儀有可疑，因此向電訊公司追查她的通話紀錄，但她竟將案發前的通話紀錄全部刪除，重獲記錄後，發現她與曾可威於7月至8月期間的通話次數達195次，在案發當天更先後有近20通，而曾可威又和羅嘉豪頻繁通電話，羅嘉豪亦有與陳展航有電話聯絡，但在案發後，4人就沒有任何聯絡；同時警方靠閉路電視片段掌握了伍德榮的計程車車牌號及2名刀手容貌。8月31日，警方向深圳公安通報曾可威和羅嘉豪的資料，公安遂在晚上9時許於羅湖區向西村一酒樓將曾可威拘捕，而羅嘉豪則在錦心花園一單位內被拘捕，二人於9月2日被遣送回香港。至於孔敏儀、陳展航、伍德榮及楊勝光就於8月31日至9月1日相繼被拘捕。

## 審訊
2005年9月3日、5日、30日及10月28日，警方決定先以有意圖傷人罪控告5男1女、共6名涉案人士，案件在荃灣裁判法院提訊。控罪指6名被告於2005年8月25日在梨木樹邨5座附近的地面，意圖使7歲男童岑浩賢的身體受嚴重傷害。而其中3名被告曾在7月8日於同一地點毆打岑浩賢，故再加控1項普通襲擊罪。部分被告曾提出保釋申請，但裁判官認為案情嚴重、且各被告棄保潛逃的風險非常高，因此否決申請。聆訊過程有40多名市民旁聽，令法庭內人頭湧湧。（聆訊案件編號：TWCC 2396/2005、TWCC 2405/2005、TWCC 2921/2005）
2006年11月13日，案件於香港高等法院開審，起訴6人，包括曾可威、羅嘉豪、陳展航、伍德榮、楊勝光及孔敏儀，各人分別被控告蓄意傷害、普通襲擊及協助及教唆傷人4項罪名，部分被告認罪。其中次被告羅嘉豪及第3被告陳展航轉為污點證人，指證眾被告。控方道出開案陳詞，指被告孔敏儀是受害者岑浩賢的繼母、亦是此案的始作俑者，早在2005年7月8日，她與身為自己前男友的首被告曾可威及羅嘉豪在梨木樹邨5座附近地面襲擊岑浩賢，但只造成岑浩賢輕傷。數星期後，孔敏儀向曾可威支付了36,000元及6,000元工具費用，務求取下岑浩賢的右手，曾可威遂四出尋人作案。8月21日，曾可威向羅嘉豪提出以10,000元報酬為他斬斷一名男童的手，羅嘉豪答允，於是曾可威給予指示讓他準備犯案的工具，之後羅嘉豪以1,000元報酬找了其同學、第3被告陳展航幫忙犯案。另一邊厢，曾可威亦以4,000元報酬招攬第4被告伍德榮在案發當日下午駕計程車接載羅嘉豪和陳展航。8月25日下午5時45分，岑浩賢補習後與祖母回家時，再在5座附近的地面被羅嘉豪和陳展航斬傷。部分被告在被捕後已向警方作出招認。（案件編號：HCCC 32 & 33/2006）

### 證人作供

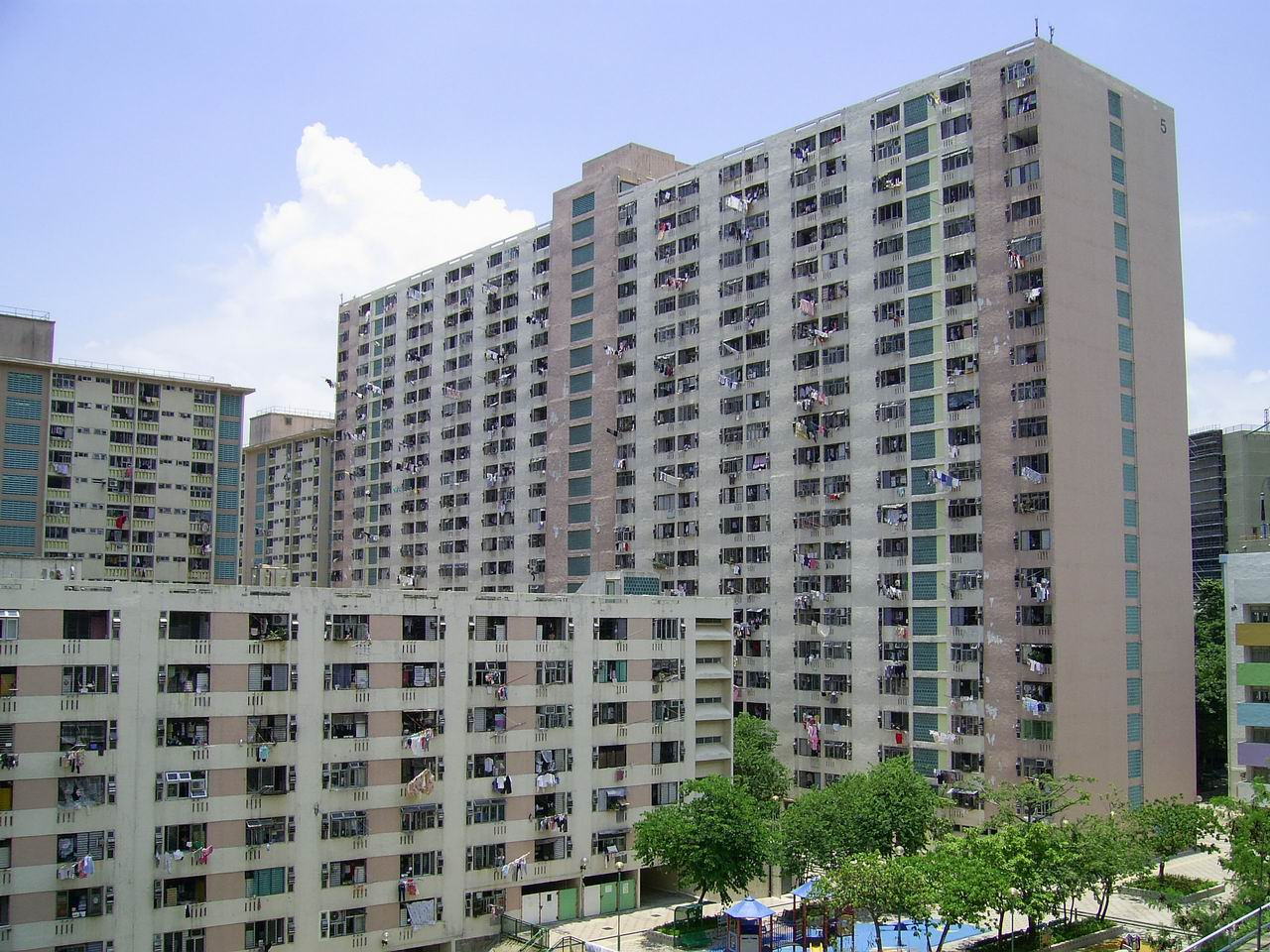
案發前岑浩賢與其祖母同住在梨木樹邨5座22樓一單位

#### 受害者及其親屬
控方在庭上播放受害者岑浩賢於2005年8月29日遇襲後留醫時錄取的口供片段。岑浩賢指出在8月25日，他如常前往暑期補習班，下課後由祖母接送離去。至下午5時45分，當祖孫倆正要過馬路朝梨木樹邨第5座走去時，他突然被一名戴著帽子及口罩、年約18至20歲的男子推倒在地上，令他臉朝地面，另一人則阻擋祖母。他抬頭看見斬他的男子跪在他的左邊，雖看不清樣貌但目露兇光，右手拿著一把7吋長的尖刀斬向其右拇指及手背4下，再斬了其右膝蓋2下，他被斬得見骨、皮开肉绽、非常痛。該男子斬完他便逃離現場，而祖母就把他扶到5座電梯大堂並報警求助。岑浩賢同時指，其繼母孔敏儀一直對他不瞅不睬，互相平日一句話也不會說，繼母更不斷叫他跟著生母離開，故認為繼母不是好人。
岑浩賢的祖母出庭作供稱，8月25日下午5時45分，她接送岑浩賢回家途中時，突然有2名男子衝著他們來，其中一人捉著她的肩膊，不讓她上前阻止，她當時十分害怕，故看不清對方手上拿著的武器，只見對方不斷用右手斬向岑浩賢的手腳，過程約10分鐘。2名男子逃去後，岑浩賢的手不斷流血，她立即將岑浩賢帶到附近的黃家華區議員辦事處包紮及報警。此外，她憶述早在7月，岑浩賢亦曾被歹徒撞跌後踢傷，當時她已有報警，豈料在1個多月後，岑浩賢再次遇襲斬傷。

#### 被告供詞
控方在庭上播放曾可威與警方的錄影警誡供詞，曾可威透露在7年前曾與孔敏儀相戀但最終分手，分手後二人再沒有聯絡，至2005年6月，孔敏儀主動致電他才再度接觸，自此幾乎天天通電話，亦有相約外出數次，期間孔敏儀向他傾訴嫁進岑家後的種種問題，並指問題與岑浩賢有關。至7月中至8月末，孔敏儀不斷要求他去斬斷岑浩賢的右手，更稱：「要把岑浩賢的手斬斷成兩截、接駁不回去，令他有後遺症」，否則他不能收到酬勞，還要求他安排一輛輕型貨車，趁著岑浩賢和祖母步出大廈時把岑浩賢捉上車，在車上一路斬岑浩賢，斬至其手斷成兩截。初期，他以不同藉口推搪孔敏儀，後來他與羅嘉豪談起斬人要求時，羅嘉豪表示可以代勞，不過卻要求10,000元酬勞，由於他不想親自斬人，於是先後安排了羅嘉豪及陳展航當刀手，指示他們看見岑浩賢和其祖母時，其中一人要負責拉開祖母，以免傷及無辜，另一人則要把岑浩賢按在地上，對準右手手腕位置斬；他亦花了5,000元租了一輛計程車來進行行動。案發後翌日，孔敏儀將36,000元酬勞存入羅嘉豪的銀行帳戶，當中包括6,000元工具費及7月8日毆打岑浩賢的5,500元酬勞。他認為孔敏儀之所以對岑浩賢恨之入骨，是因為她剛生了孩子（即岑浩賢的弟弟）但沒人替她照顧，所有人都只偏愛岑浩賢。他在錄影中表示自己在案發後深感後悔，他因為在案發前被公司開除，才會動歪念犯案，他沒想過事件會發展成如斯嚴重，故此他曾考慮去自首，不過在自首前已被拘捕。
孔敏儀的供詞則指出，在案發前數星期曾可威和她在一家餐廳商量時，曾可威向她表示「可以代勞令岑浩賢殘廢或有後遺症」，不過要收取36,000元才會動手。案發後，她有將2,500元轉帳給負責找計程車司機的人之戶口（即楊勝光的戶口）。
楊勝光在供詞指，他負責找計程車給曾可威，從中得知他是租計程車去打人，但不知道他們會斬人。

#### 污點證人
斬傷岑浩賢的2名刀手（次被告羅嘉豪及第3被告陳展航）以污點證人身份出庭作供。

##### 次被告
羅嘉豪指出，他的父母是聾啞人士，故他很少與父母溝通，生活寂寞，朋友亦不多。於2004年，他經友人介紹下認識了曾可威，自此二人經常結伴玩樂，他亦認定曾可威為老大。2005年7月6日，曾可威向他展示一張「小孩」（即岑浩賢）的貼紙相，並著他去毆打該「小孩」，事成之後會給他數百元報酬，因此他在7月8日早上隨曾可威到梨木樹邨5座施襲，他們待「小孩」和祖母下樓後把他們攔下，並將「小孩」推倒，再腳踢其背部，「小孩」祖母隨即向途人呼救，他與曾可威便立刻逃去。完事後，曾可威卻表示他下手太輕了，「小孩」被襲後仍然活蹦乱跳、一點問題也沒有，故拒絕支付報酬。
直到8月中旬，曾可威透露「小孩」的繼母想要找他去斬斷「小孩」的手，因為「小孩」太頑皮。但由於曾可威與繼母有聯絡，容易被警方查出來，乃要求他幫忙，事成之後會有10,000元報酬；他聽見任務是要斬人後感到很害怕，先後2度拒絕，但最終因自己急需金錢而答應，並定在8月25日行兇。之後，他跟著曾可威的指示準備，例如要求他戴口罩、勞工手套、鴨嘴帽和穿深色衣服行兇，以免血漬遭人看到及認出他來；又派遣朋友陪他購買2把菜刀作兇器（有1把是分給陳展航的），又著他「一定要斬斷手」，要把刀刃磨鋒利並在刀柄上綁上繃帶，以免留下指紋；更要求他找助手協助行兇，故他以1,000元酬勞找來了同班同學陳展航；曾可威同時替他預備了提款卡，讓「小孩」的繼母可以將買兇費存入；亦吩咐他行兇後要盡快更換新手機到深圳會合，避開警方的追捕。
案發前一晚（8月24日），他們相約一起打遊戲，然後曾可威便獨自到了內地，而他則和陳展航去了另一名同學家裡通宵打麻將，至翌日上午才回家準備工具作案。下午1時半，他與陳展航登上曾可威預先安排在樂富廣場麥當勞外的計程車前往梨木樹邨，在計程車上，司機伍德榮查問他是要幹什麼，他認為伍德榮是自己人，便表明是去斬人，伍德榮當時問他：「怎麼這麼大仇恨啊？」。抵達梨木樹邨後，他們原訂在2時許下手，但因為附近有警察，曾可威遂在電話裡指示他們等到5時許。等候期間，他們和第5被告司機伍德榮商討逃跑路線，並到禾塘咀街的麵店吃東西。至下午5時許，他接獲曾可威通知，指岑浩賢補習完畢，於是他們盡快趕到案發現場動手。他以左手將岑浩賢按在地上，右手則持著菜刀斬了其右手6下，然後便逃到梨木樹邨山邊登上計程車，他隨即激動地致電給曾可威，表示斬了「小孩」6、7下，惟其手仍未斷；而曾可威則著他不要慌，要盡快將行兇時所穿的整套服裝毀滅掉。於是他便指示伍德榮把他載往沙田中央公園，然後在公園公廁內將口罩沖到馬桶裡、黑色T恤及手套則棄在垃圾桶，但曾可威要求他拾回手套以電油燒毀。同時，曾可威知會「小孩」的繼母把36,000元存入他的戶口內，並著他提取19,000元，其中3,000元是交給曾可威的兄長，另外的5,000元要交予伍德榮作為計程車費用，最後他到新城市廣場將1,000元交給陳展航作酬勞。晚上11時19分，他經羅湖口岸到深圳與曾可威會合，並把提款卡交予曾可威提取現款使用。至8月31日，二人在羅湖區被公安拘捕。他表示自己基於對曾可威的愚忠及受到壞分子的影響才會犯案，他之後也感到很後悔，故希望鼓起勇氣指證案件的真正策劃人，弥补过错。

##### 第3被告
陳展航稱，在8月24日，其同班同學羅嘉豪邀請他參與斬人行動，且有1,000元酬勞，但他表示自己害怕、不敢斬人，羅嘉豪遂解釋只需要他負責持刀威嚇「小孩」的祖母，並指若不肯來幫忙，自己將會被罵得很慘。他因對酬勞的貪念而答應。案發當天，他與羅嘉豪登上了一輛計程車前往梨木樹邨，司機伍德榮詢問羅嘉豪為何要到該處，羅嘉豪坦言是去斬人的。犯案後，他們逃回計程車上，羅嘉豪立即以清水及紙巾抹去沾在手上的血跡，之後計程車將他們載到沙田中央公園，於是他們在公園將口罩及手套等衣物丟棄。至當天晚上，他從電視新聞得知事件的嚴重性，但羅嘉豪指沒問題，更表示互相不要再有電話聯絡。至8月31日被捕後，他希望以自己對案件認知來協助警方調查，故同意轉為控方證人。

## 判決
2006年11月29日，除了孔敏儀需要等候索取產後精神報告而要押後判決外，其餘5名被告接受判刑。主審法官賴磐德在判詞中直斥此案件是「最為邪惡的傷人案」，法庭即使處理過無數邪惡案件，但此案的目的是要令年僅7歲的受害者受到永久傷殘，可見眾被告的行為極為冷血，而受害者的傷勢無論怎麼康復，也會在其身心留下永不磨滅的傷痕。賴磐德亦斥責首被告曾可威與受害者無仇無怨，但接受了被告孔敏儀的報酬後，便長時間策劃並冷血地把計劃執行，事後亦是收取最大筆酬勞的人。而次被告羅嘉豪及第3被告陳展航明知道目標是位7歲男童，仍貪圖酬勞同意參與，年紀輕不是藉口，此等殘暴行為實在令人難以理解。至於計程車司機伍德榮及為曾可威招攬司機的楊勝光，在案中擔任的角色也非常重要，但亦同意二人未必知悉案情而誤墮法網，然而仍要考慮案件整體的嚴重性。
經陪審團退庭商議9小時後，一致或大比數裁定各被告罪名成立，賴磐德綜合案件性質及嚴重性，決定曾可威、羅嘉豪及陳展航的量刑起點為監禁18年，惟曾可威在證據確鑿的情況下仍然否認控罪，顯示他毫無悔意，乃判處蓄意傷人罪入獄18年，普通襲擊入獄8個月，2項罪名刑期同期執行。至於羅嘉豪和陳展航在審訊時誠實地頂證同黨，遂給予減刑45%的折扣，判處2人分別入獄10年及9年。而伍德榮及楊勝光分別被判處入獄8年及2年。
至2006年12月13日，被告孔敏儀接受判刑。根據孔敏儀的心理報告，她並沒有心理或精神病患，但她在懷孕生子及婚姻問題上出現了適應障礙症，法官賴磐德指出，婚姻不順而妒忌繼子的理由在這經過計算的兇殘案件裡無法協助求情，同時斥責孔敏儀是因仇恨而處心積慮地傷害一名男童，行為極度冷血、惡毒及兇殘；而在口供中，孔敏儀亦給予了不可信的供詞，因此控方才沒選擇她作污點證人。
賴磐德採用與曾可威相同的入獄18年作孔敏儀的量刑起點，因為她在婚姻問題上遷怒於受害者，並出錢吸引曾可威犯案，沒有其角色，此案就不會發生，故二人的罪責相同；扣去孔敏儀因認罪而按例獲減的3分之1刑期後，監禁12年，與普通襲擊罪監禁8年的刑期同期執行。賴磐德表示按例減刑對於孔敏儀而言已是相當慷慨。

### 上訴
2008年5月16日，孔敏儀、曾可威、羅嘉豪、陳展航及伍德榮就判刑過重向高等法院提出上訴。上訴法庭指，此案件具備8項加重刑罰的因素，包括使用致命武器等。同時，此案是一宗幾經策劃的冷血邪惡襲擊，影響了受害者的一生，社會亦對此案感到恐慌，因此重判眾被告是適當的。（案件編號：CACC 482/2006 & 509/2006）
由於孔敏儀、曾可威及伍德榮沒有足夠的上訴理據，且原審法官的判刑考慮並無錯誤，故3人不獲減刑，維持原判。而羅嘉豪和陳展航因為擔任了污點證人，法庭應給予刑期扣減；同時，陳展航沒有參與7月8日的毆打。因此二人分別獲下調刑期至9年及8年。

### 被告列表
| 被告次序 | 姓名 （暱稱）          | 案發年齡 | 角色                     | 控罪               | 裁決     | 所獲金錢              | 備註                                                                               |
| /        | 孔敏儀 （儀姐、阿儀）  | 20       | 受害者繼母，主謀，買兇者 | 蓄意傷害、普通襲擊 | 監禁12年 | 2次買兇共付出44,000元 | 曾參與2005年7月8日襲擊 為曾可威的前女友                                            |
| 1        | 曾可威 （阿虎、Tiger） | 22       | 策劃者                   | 蓄意傷害、普通襲擊 | 監禁18年 | 22,500元              | 曾參與2005年7月8日襲擊 為孔敏儀的前男友 為羅嘉豪的老大                             |
| 2        | 羅嘉豪                 | 16       | 刀手                     | 蓄意傷害、普通襲擊 | 監禁10年 | 10,000元              | 曾參與2005年7月8日襲擊 為案中污點證人 為陳展航的同班同學 上訴成功，獲減刑至監禁9年 |
| 3        | 陳展航                 | 16       | 刀手                     | 蓄意傷害           | 監禁9年  | 1,000元               | 為案中污點證人 為羅嘉豪的同班同學 上訴成功，獲減刑至監禁8年                        |
| 4        | 伍德榮                 | 47       | 接應刀手的司機           | 蓄意傷害           | 監禁8年  | 4,000元               |                                                                                    |
| 5        | 楊勝光                 | 25       | 協助找來司機的中間人     | 協助及教唆傷人     | 監禁2年  | 2,500元               |                                                                                    |

## 各界反應

### 官方
高級助理刑事檢控專員沈仲平強調，此案件是他逾20年檢控生涯中其中一宗最嚴重和最殘酷的案件，是一宗悲劇。同時，他對於有中學生竟能被招攬成為兇徒犯案表示深切關注及遺憾，認為此問題非常值得社會去深思。
負責調查此案的新界南刑事總部高級警司陳國強表示，他接手調查此案件後，不眠不休通宵搜證及問話，雖然辛苦，但警方調查團隊均認為兇徒極之殘忍，故士氣高昂，希望盡早拘捕兇徒。他感謝全港市民對此案的關注及對調查人員的鼓勵和支持，令此案被迅速偵破。
時任香港特別行政區行政長官曾蔭權高度關注此案件，他形容是「人神共憤，令人髮指」，他對兇徒的冷血行為感到震驚、心痛和憤怒。他亦讚揚警方專業且鍥而不捨地調查，令此案能在短時間內偵破，他又對願意伸出援手的正義市民表達謝意。

### 相關人士
聽取判決後，由於曾可威被判入獄18年，因此與孔敏儀走進同一間囚室等候時，曾可威向孔敏儀怒罵：「大家都被你害慘了！」並企圖揮拳毆打她，但被其餘被告及懲教署職員制止。此外，孔敏儀於還押期間主動致函岑浩賢、祖母等人懺悔，懇求原諒。而伍德榮則得到過百名計程車司機同業聯署求情信，但是當得知要入獄8年時，情緒激動，並高呼「冤枉」，他表示以為刀手們說要去斬小孩只是在開玩笑。
孔敏儀的父親聽取判決後，認為判刑過重。他指出其女兒雖然有錯，但女婿岑偉成才是罪魁禍首，因為岑偉成不體諒孔敏儀，令孔敏儀鑽牛角尖，將憤怒錯誤地發洩在岑浩賢身上，他指岑偉成誤了其女兒一生，因此他不會再認岑偉成為女婿。而岑浩賢的祖母認為孔敏儀的判刑已十分仁慈，並對於孔敏儀父親的言論感到相當憤怒，她指岑偉成的經濟狀況惡劣，與岑偉成在一起準沒幸福，惟知情的孔敏儀仍想要結婚，故結果是自找的，無法原諒。

### 大眾
案發時，由於正值繁忙時間，因此有多名梨木樹邨邨民目睹案發經過，更有邨民追趕行兇後逃跑的刀手們，惟最終失敗。邨裡事後人心惶惶，邨民們均大罵此事件的暴行，他們直斥兇手泯滅人性、冷血惡毒、不應該把成人之間的恩怨禍及小孩子，稱一定要將兇手重判。在警方押解刀手們到案發現場重組案情時，有過千名邨民到現場旁觀，部分邨民更對刀手罵粗言穢語。此外，社會各界為幫助岑浩賢而發起籌款活動，籌得逾百萬元。
岑浩賢在案發後留醫期間，有不少熱心市民及政府官員到病房探望。他們送贈大量花籃、玩具、圖書和手作紀念品予岑浩賢作慰問；其中歌手陳慧琳有到場探望並陪伴他，令他非常高興；此外，劉德華、梁詠琪等不少藝人譴責此事件並慰問岑浩賢，他們呼籲不應該以暴力解決問題，要愛屋及烏。

#### 分析
香港城市大學犯罪學課程主任黃成榮、心理學家周婉芬和臨床心理學家羅志華表示身為繼母的孔敏儀是主導傷害岑浩賢之人，可能會令岑浩賢因而患上創傷後遺症，對其成長及將來有嚴重的負面影響，他可能喪失對人的信任，甚至連家人也不相信，亦有可能變成加害者，有樣學樣地以暴力解決問題。

## 後續發展
岑浩賢於2005年9月8日出院後，至10月連同其伯父舉家搬往慈雲山慈樂邨生活，其弟則送往寄養家庭及寄宿院舍代為照顧。岑浩賢被斬的右手雖然康復進度良好，但仍有留下疤痕，亦影響以後的靈活度，無法使力，他對事件也留有心理陰影。此外，他與弟弟感情要好；弟弟表示不理解其母親為何要這樣對待岑浩賢，故此母子關係日漸疏離。
至於孔敏儀已於2013年8月25日刑滿出獄，她出獄後沒有與岑浩賢見面，且結識了新男友並懷孕，故於2014年5月與岑偉成離婚，同時放棄岑浩賢弟弟的子女撫養權。

### 衍生案件
2007年12月10日，陳展航的兄長因販毒罪名被判處入獄8年，他向法官求情指自己因為想替弟弟聘請優良的律師來上訴，才打算以販毒賺快錢而犯案。（案件編號：HCCC 197-8/2007）
《壹週刊》在案發後，連續2期以封面故事報道此案件，直指岑偉成是案件開端。於2005年9月1日第808期，刊登題為「老豆狂溝女 賢仔還血債」的報道，內容指他在外風流成性，導致孔敏儀怨恨累積下來而犯案；而2005年9月8日第809期的報道指，他在兒子被斬及妻子被捕上庭也不聞不問等。岑偉成表示，有關報道失實，誤導讀者以為他一直對家人置諸不理。因此他於2006年3月15日向高等法院控告《壹週刊》及其總編輯誹謗，並申請禁制令。（案件編號：HCA 546/2006）

## 注解
1. ↑  乙明邨是她的老家，她與岑偉成在該處同居，但其親生兒子是交由祖母照顧，故她會不時到梨木樹邨探望親生兒子。
2. 1 2  她想避免親生兒子在襲擊中受傷
3. ↑  包括6,000元武器費
4. ↑  由於岑浩賢每天都會在下午5時許由祖母從補習中心接回家（是固定行程），故孔敏儀能夠將此行程告知曾可威。
5. ↑  訴曾可威、羅嘉豪、陳展航、伍德榮、楊勝光
6. ↑  訴孔敏儀
7. ↑  由於孔敏儀是獨立在HCCC 33/2006中審訊，故沒有被告次序
8. ↑  連同7月8日的酬劳計算在內。已減去分給羅嘉豪和伍德榮的金額
9. ↑  意思為：老爸瘋狂泡妞 岑浩賢代替偿还風流债

## 外部連結
- HKSAR v. HUNG MAN YEE（页面存档备份，存于）、HKSAR v. TSANG HO WAI AND OTHERS（页面存档备份，存于）（上訴法庭判詞）（英文）